# Anthony Quinn
Anthony Quinn, nascido Antonio Rudolfo Oaxaca Quinn (Chihuahua, 21 de abril de 1915 — Boston, 3 de junho de 2001), foi um ator mexicano-americano.

## Carreira
Ele era conhecido por sua interpretação de personagens terrenos e apaixonados "marcados por uma virilidade brutal e elementar" em vários filmes aclamados pela crítica, tanto em Hollywood quanto no exterior. Seus filmes notáveis incluem La Strada, The Guns of Navarone, Guns for San Sebastian, Lawrence da Arábia, The Shoes of the Fisherman, The Message, Lion of the Desert, Jungle Fever e Seven Servants. Ele também teve um papel titular indicado ao Oscar em Zorba, o Grego.
Quinn ganhou o Oscar de Melhor Ator Coadjuvante duas vezes: por Viva Zapata! em 1952 e Lust for Life em 1956. Além disso, ele recebeu duas indicações ao Oscar na categoria de Melhor Ator Principal, juntamente com cinco indicações ao Globo de Ouro e duas indicações ao BAFTA Award. Em 1987, ele foi agraciado com o Globo de Ouro Cecil B. DeMille Lifetime Achievement Award. Por meio de seus esforços artísticos e ativismo pelos direitos civis, ele continua sendo uma figura seminal da representação latino-americana na mídia dos Estados Unidos.
Anthony Quinn faleceu na manhã de domingo, 3 de junho de 2001, aos 86 anos, de insuficiência respiratória, num hospital de Boston, no estado de Massachusetts, Estados Unidos.

## Filmografia
- 2002 - Missão perigosa (Avenging Angelo)
- 1999 - Oriundi
- 1996 - Il sindaco
- 1996 - Gotti - No comando da máfia (Gotti) (TV)
- 1996 - Seven servants
- 1995 - Caminhando nas nuvens (A walk in the clouds)
- 1994 - Hércules e o labirinto do minotauro (Hercules and the maze of *the minotaur) (TV)
- 1994 - Hércules no mundo dos mortos (Hercules in the Underworld) (TV)
- 1994 - Hércules e o círculo de fogo (Hercules and the circle of fire) (TV)
- 1994 - Alguém para amar (Somebody to love)
- 1994 - Hércules em busca do reino perdido (Hercules and the lost kingdon) (TV)
- 1994 - Hércules e as amazonas (Hercules and the Amazon Women) (TV)
- 1994 - Vestígios de uma paixão (This can't be love) (TV)
- 1993 - O último grande herói (Last Action Hero)
- 1991 - A star for two
- 1991 - Império do Crime (1991) (Mobsters)
- 1991 - Febre da selva (Jungle fever)
- 1991 - Mamãe não quer que eu case (Only the lonely)
- 1990 - Fantasmas não transam (Ghost can't do it)
- 1990 - The old man and the sea (TV)
- 1990 - Vingança (Revenge)
- 1989 - Stradivari
- 1988 - Pasión de hombre
- 1988 - Onassis: The richest man in the world (TV)
- 1982 - Regina Roma
- 1982 - Valentina (Valentina)
- 1981 - Crosscurrent
- 1981 - Alto risco (High Risk)
- 1981 - A salamandra (The Salamander)
- 1980 - O leão do deserto (Lion of the desert)
- 1979 - Passageiros do inferno (The Passage)
- 1978 - Os filhos de Sanchez (The Children of Sanchez)
- 1978 - Caravans
- 1978 - O magnata grego (The Greek Tycoon)
- 1977 - Jesus de Nazaré
- 1976 - The Message
- 1976 - No alvo de um assassino (Target of an assassin)
- 1976 - Um blefe de mestre (Bluff storia di truffe e di imbroglioni)
- 1976 - A herança dos Ferramonti (L'eredità Ferramonti)
- 1974 - Contrato com Marselha (The Destructors)
- 1973 - A morte do chefão (The Don is dead)
- 1972 - A máfia nunca perdoa (Accross 110th Street)
- 1972 - Rápidos, brutos e mortais (Los Amigos)
- 1972 - El asesinato de Julio César
- 1972 - The Voice of La Raza
- 1971 - The City (TV)
- 1970 - Flap
- 1970 - R.P.M. (R.P.M.)
- 1970 - Caminhando sob a chuva da primavera (Walk in the Spring Rain)
- 1969 - Um sonho de reis (A Dream of Kings)
- 1969 - O Segredo de Santa Vitória (The Secret of Santa Victoria)
- 1968 - O mago (The Magus)
- 1968 - As sandálias do pescador (The Shoes of the Fisherman)
- 1968 - Os canhões de San Sebastian (The Bataille of San Sebastian)
- 1967 - O heróico lobo do mar (L'Avventuriero)
- 1967 - Acontece cada coisa (The Happening)
- 1967 - A vigésima-quinta hora (La vingt-cinquième heure)
- 1966 - A patrulha da esperança (Lost Command)
- 1965 - Marco the magnificent
- 1965 - Vendaval em Jamaica (A High Wind in Jamaica)
- 1964 - Zorba, o grego (Alexis Zorbas)
- 1964 - A visita (The Visit)
- 1964 - A voz do meu sangue (Behold a Pale Horse)
- 1962 - Lawrence da Arábia (Lawrence of Arabia)
- 1962 - Réquiem para um lutador (Requiem for a heavyweight)
- 1961 - Barrabás
- 1961 - Os canhões de Navarone (The Guns of Navarone)
- 1960 - Retrato em negro (Portrait in black)
- 1960 - Jogadora infernal (Heller in pink tights)
- 1960 - Sangue sobre a neve (The Savage Innocents)
- 1959 - Duelo de titãs (Last Train from Gun Hill)
- 1959 - Minha vontade é lei (Warlock)
- 1958 - A orquídea negra (The Black Orchid)
- 1958 - Quando vem a tormenta (Hot Spell)
- 1957 - A fúria da carne (Wild Is the Wind)
- 1957 - O retorno sangrento (The Ride Back)
- 1957 - Matar para viver (The River's Edge)
- 1956 - Orgia sangrenta (The Wild Party)
- 1956 - O corcunda de Notre Dame (Notre Dame de Paris)
- 1956 - Blefando com a morte (Man from Del Rio)
- 1956 - Sede de viver (Lust for Life)
- 1955 - As sete cidades do ouro (Seven cities of gold)
- 1955 - O salário do pecado (The Naked Street)
- 1955 - O magnífico matador (The Magnificent Matador)
- 1954 - Attila (Attila)
- 1954 - Ulisses (Ulysses)
- 1954 - A estrada da vida (La strada)
- 1954 - Procurado por homicídio (The Long Wait)
- 1953 - Cavalleria rusticana
- 1953 - Donne proibite
- 1953 - Il più comico spettacolo del mondo
- 1953 - Sangue da terra (Blowing Wild)
- 1953 - Ao sul de Sumatra (East of Sumatra)
- 1953 - A bela e o renegado (Ride, Vaquero!)
- 1953 - Seminole (Seminole)
- 1953 - Cidade submersa (City beneath the sea)
- 1952 - Contra todas as bandeiras (Against All Flags)
- 1952 - O mundo em seus braços (The World in His Arms)
- 1952 - O rei e o aventureiro (The Brigand)
- 1952 - Viva Zapata! (Viva Zapata!)
- 1951 - A máscara do vingador (Mask of the avenger)
- 1951 - Touros bravos (The Brave Bulls)
- 1947 - Tycoon
- 1947 - Ouro negro (Black gold)
- 1947 - O meu pecado (The Imperfect Lady)
- 1947 - Sinbad the sailor
- 1946 - Califórnia (California)
- 1945 - Espírito indomável (Back to Bataan)
- 1945 - Fantasias do amor (Where Do We Go From Here?)
- 1945 - Sob o céu da China (China Sky)
- 1944 - Olhos travessos (Irish eyes are smiling)
- 1944 - Buffalo Bill (Buffalo Bill)
- 1944 - Roger Touhy, gangster
- 1944 - Ladies of Washington
- 1943 - Guadalcanal diary
- 1943 - Consciências mortas (The Ox-Bow Incident)
- 1942 - O cisne negro (The Black Swan)
- 1942 - A sedução do Marrocos (Road to Morocco)
- 1942 - Vale a pena roubar (Larceny, Inc.)
- 1941 - The Perfect Snob
- 1941 - O intrépido general Custer (They Died with Their Boots On)
- 1941 - Bullets for O'Hara
- 1941 - Sangue e areia (Blood and Sand)
- 1941 - Thieves fall out
- 1941 - Knockout
- 1940 - The Texas Rangers ride again
- 1940 - Dois contra uma cidade inteira (City for conquest)
- 1940 - Parole fixer
- 1940 - Castelo sinistro (The Ghost Breakers)
- 1940 - A sereia das ilhas (Road to Singapore)
- 1940 - Emergency squad
- 1939 - Island of lost men
- 1939 - Television spy
- 1939 - Aliança de aço (Union Pacific)
- 1939 - King of Chinatown
- 1938 - O tirano de Alcatraz (King of Alcatraz)
- 1938 - Bulldogg Drummond in Africa
- 1938 - Hunted men
- 1938 - Tip-off girls
- 1938 - Verdugo de si mesmo (Dangerous to know)
- 1938 - Lafitte, o corsário (The Buccaneer)
- 1937 - Tráfico humano (Daughter of Shanghai)
- 1937 - Partners in crime
- 1937 - The Last train from Madrid
- 1937 - Under strange flags
- 1937 - Amor havaiano (Waikiki Wedding)
- 1937 - Começou no trópico (Swing high, swing low)
- 1936 - Jornadas heróicas (The Plainsman)
- 1936 - Night waitress
- 1936 - Sworn enemy
- 1936 - Parole
- 1936 - Haroldo Tapa-Olho (The Milky Way)

## Premiações
- Recebeu duas indicações ao Óscar de Melhor Ator (principal), por suas atuações em Wild Is the Wind|A Fúria da Carne (1957) e Zorba, o Grego (1964).
- Ganhou dois Óscar de Melhor Ator (coadjuvante/secundário), por suas atuações em [Viva Zapata! (1952) e Sede de Viver (1956).
- Recebeu uma indicação ao Globo de Ouro de Melhor Ator em cinema (drama), por Zorba, o Grego (1964).
- Recebeu uma indicação ao Globo de Ouro de Melhor Ator em Comédia/Musical, por O Segredo de Santa Vitória (1969).
- Recebeu uma indicação ao Globo de Ouro de Melhor Ator Coadjuvante - Filme para TV, por Gotti - No Comando da Máfia (1996).
- Ganhou o Prêmio Cecil B. DeMille, em 1987.
- Recebeu duas indicações ao BAFTA de Melhor Ator, por "Lawrence da Arábia" (1962) e "Zorba, o Grego" (1964).
- Recebeu uma indicação ao Framboesa de Ouro de Pior Ator Coadjuvante, por "Império do Crime" (1991).